# Francisco de Oliveira Dias
Francisco Manuel Lopes Vieira de Oliveira Dias GCC (Leiria, 17 de Fevereiro de 1930 — Lisboa, 14 de janeiro de 2019) foi um médico e político português.

## Biografia
Filho de Francisco António do Amaral Dias, Médico, e de sua mulher Maria Isabel Charters Lopes Vieira da Câmara de Oliveira, de ascendência Inglesa, parente do 1.º Visconde de São Sebastião.
Médico de profissão, participou na fundação do Partido do Centro Democrático Social, onde exerceu funções dirigentes.
Casou com Maria das Mercês Coelho da Silva Gil, filha de Adelino da Silva Gil (Figueira da Foz, Alhadas, 27 de Outubro de 1885 - Lisboa, 25 de Junho de 1935) e de sua mulher Deolinda Duarte Coelho (Vouzela, Vouzela, 1 de Março de 1887 - Lisboa, 26 de Setembro de 1955), da qual teve onze filhos e filhas: 
- Maria Isabel Gil de Oliveira Dias
- Francisco Maria Gil de Oliveira Dias
- Paulo Gil de Oliveira Dias
- João Manuel Gil de Oliveira Dias
- José Pedro Gil de Oliveira Dias
- Maria das Mercês Gil de Oliveira Dias
- Nuno Gil de Oliveira Dias
- Miguel Gil de Oliveira Dias
- Maria do Carmo Gil de Oliveira Dias
- Marta Maria Gil de Oliveira Dias
- Maria Madalena Gil de Oliveira Dias

Em 1975 foi eleito deputado à Assembleia Constituinte e em 1976, deputado à Assembleia da República, reeleito sucessivamente até 1983.
Foi o quarto Presidente da Assembleia da República, de 22 de Outubro de 1981 a 2 de Novembro de 1982.
Em 1982, depois da revisão constitucional desse ano, foi membro do Conselho de Estado.
Integrou ainda a Assembleia Parlamentar do Conselho da Europa e a sua Comissão de Educação e Cultura.

### Condecorações
Ordens honoríficas portuguesas:
- Grã-Cruz da Ordem Militar de Nosso Senhor Jesus Cristo de Portugal (3 de Agosto de 1983)

Ordens honoríficas estrangeiras:
- Cavaleiro de Grã-Cruz da Ordem do Mérito da República Italiana de Itália (25 de Novembro de 1982)
- Grã-Cruz da Ordem do Mérito da República da Hungria (25 de Novembro de 1982)
- Grã-Cruz da Ordem Nacional do Mérito de França (20 de Dezembro de 1982)
- Grã-Cruz da Ordem Nacional da Legião de Honra de França (20 de Dezembro de 1982)